# Francis Aston
Francis William Aston, född 1 september 1877, i Harborne i Birmingham, död 20 november 1945 i Cambridge, var en brittisk kemist och fysiker. År 1922 erhöll han Nobelpriset i kemi och samma år Hughesmedaljen.
Aston studerade först vid universitetet i Birmingham och kom 1910 till Cavendish Laboratory i Cambridge. Han promoverades 1914 till filosofie doktor och blev 1920 fellow vid Trinity College i Cambridge och 1921 fellow vid Royal Society i London.
Aston utförde med hjälp av en masspektrograf viktiga undersökningar av grundämnenas atomvikter, varvid det visade sig, att grundämnena inte var fullt så enhetliga som han tidigare trott, utan att de kunde existera som flera olika isotoper. Sina undersökningar sammanfattade han i sin bok Isotopes (1922).

## Biografi
Francis William Aston föddes 1 september 1877 i Harborne i Birmingham, som tredje barn och ende son till William Aston och Fanny Charlotte Hollis. Redan tidigt visade han intresse för mekanik och experiment. 1889 började han på Harborne Vicarage School, och i september 1891 började han på Malvern College, där han påbörjade sin vetenskapliga utbildning.
1893 började Aston studera kemi på Mason College i Birmingham (numera University of Birmingham) under Percy F. Frankland och William A. Tilden, samt fysik under John Henry Poynting. Senare kom han även att arbeta som assistent till Frankland, tack vare ett Forster-stipendium han mottog 1898. Resultatet av forskningen publicerades i 1901, medan Aston arbetade åt ett bryggeri mellan 1900 och 1903. Under denna tid började han dock intressera sig allt mer för fysik, och började arbeta på pumpar som kunde användas för gasurladdning. Detta ledde till att han vände tillbaka till Mason College, som då bytt namn till Universitetet i Birmingham, och publicerade i 1905 och 1907 sina första självständiga vetenskapliga artiklar.
Efter sin fars död 1908 reste Aston på sin första jorden-runt resa till bland annat Java, Australien, Hawaii och Kanada. När han återvände i 1909, började han arbeta som föreläsare på Universitetet i Birmingham. Detta varade dock endast i en termin, eftersom han 1910 började som assistent till J.J. Thomson på Cavendishlaboratoriet vid Universitetet i Cambridge, där Thomson fann de första bevisen för icke-radioaktiva isotoper. Arbetet avbröts dock av första världskriget 1914–1918, då Aston istället arbetade vid åt det brittiska luftvapnet. Efter kriget återvände han till Cavendishlaboratoriet, där han utvecklade sin första masspektrograf (senare kallad masspektrometer) . Under de följande åren började han undersöka allt fler ämnen och upptäckte 212 naturligt förekommande isotoper.  Han formulerade även den s.k. heltalsregeln för atomers massa. Under 1940-talet kommersialiserades masspektrometern, och blev ett viktigt verktyg för kemister för att kunna identifiera och undersöka molekyler. Metoden kom att få betydelse för en rad andra områden, bl.a. konservering av konst, utveckling av medicin och paleontologi. 

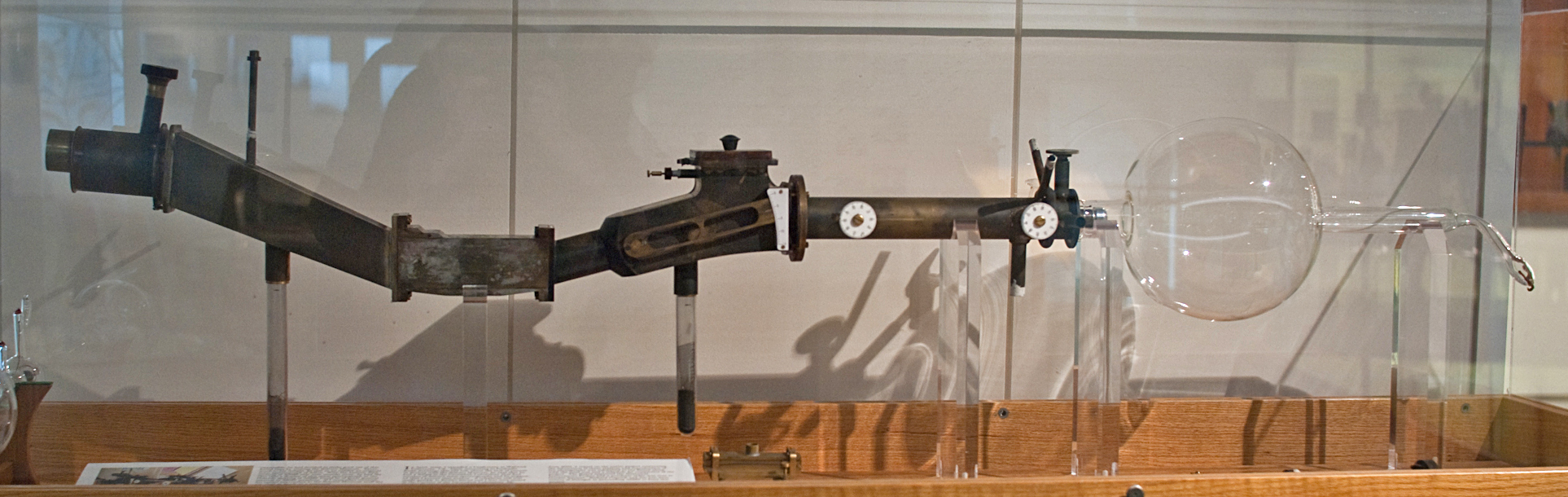
En rekonstruktion av den tredje masspektrometern som Francis William Aston byggde.

1922 erhöll han Nobelpriset i kemi för "för hans upptäckt, medelst hans masspektrograf, av stabila isotoper i ett stort antal icke radioaktiva grundämnen, och för hans formulering av heltalsregeln." Samma år erhöll han även Hughesmedaljen, och hans mest kända verk, Isotopes (1922, reviderad 1941), utkom. Året efter gavs hans bok Structural Units of the Material Universe (1923) ut. 
Utöver sitt intresse för vetenskap, var Aston även förtjust i många olika sporter, bland annat skidåkning, golf, cykling och tennis. Han gillade även att resa, både för att kunna föreläsa, men också för att kunna utöva sport - bland annat åkte han till Norge för skidåkningens skull. Ofta reste han med sin syster Helen. 
Aston dog 20 november 1945 i Cambridge. Han blev 68 år.

## Eftermäle
Nedslagskratern Aston på månen är uppkallad efter Francis Aston.
1987 instiftade British Mass Spectrometry Society ett pris, Aston Medal, till hans ära.